# Marc Hofmeister
Marc Hofmeister (* 1978 in Hildesheim) ist ein deutscher Filmeditor, der in Berlin lebt.

## Leben und Werk
Marc Hofmeister machte 1999 sein Abitur an der Michelsenschule in seiner Geburtsstadt Hildesheim. 2001 gewann er mit einem selbstgedrehten Werbeclip ein Praktikum bei Nestlé. Von 2001 bis 2003 arbeitete er als Schnitt-Assistent und Filmeditor in München und in Köln und außerdem in der Hildesheimer Videothek „Die Cassette“. Ab 2003 studierte er Montage an der Hochschule für Film und Fernsehen „Konrad Wolf“.
Mit dem von Bartosz Werner und Irma-Kinga Stelmach inszenierten dokumentarischen Spielfilm Preußisch Gangstar gab er 2007 seinen Einstand als Filmeditor für einen Langspielfilm. Der Film gewann zahlreiche Preise, unter anderem 2007 Bester Film beim Studio Hamburg Nachwuchspreis, Bester Film beim Achtung Berlin Filmfestival 2007 und ebenfalls Bester Film beim Filmfestival Augenweide 2008 in Kiel. Der Film lief bei der Berlinale 2008 in der Reihe German Cinema und im Wettbewerb beim Filmfestival Max Ophüls Preis.
Es folgten 2008 die von Andreas Schaap inszenierte Horrorkomödie Must Love Death, die 2009 beim Fantasia Filmfestival in Montreal den Preis Best International Feature gewann und Unkraut im Paradies, ein vom NDR koproduzierter Coming-of-Age-Film, der 2010 wieder im Wettbewerb beim Filmfestival Max Ophüls Preis lief. Hofmeister schnitt ein Musikvideo für den deutschen Rapper FlowinImmO und den deutschsprachigen Liedermacher und Sänger Gisbert zu Knyphausen. 2010 lief der von ihm geschnittene Dokumentarfilm 39 Days – A Road Trip im Fernsehen auf ServusTV und im RBB der Kurzfilm Magda. 2011 gewann er mit Nullpunkt den Preis Best Editing beim European Film Festival in Paris. Der Film wurde für den Shocking Shorts Award des TV-Senders 13th Street Universal nominiert und kam in die Endrunde der besten drei Filme. Die Free-TV-Premiere war am 24. September 2011 auf Tele 5.
2012 schnitt Hofmeister Tim Sander goes to Hollywood, eine Mischung aus Dokumentarfilm und Filmkomödie. Der Film wurde 2012 beim Filmfest Oldenburg uraufgeführt und erschien danach als DVD-Premiere und in einer gekürzten zehnteiligen Webserie bei MyVideo. Seit 2014 montierte er mehrere Kino-Spielfilme, die zweite deutsche Netflix-Serie Dogs of Berlin und die Serien Sløborn, Ze Network und Oderbruch.
Marc Hofmeister ist Mitglied im Bundesverband Filmschnitt Editor e.V. (BFS).

## Auszeichnungen
- Best Editing für Nullpunkt beim ÉCU – The European Independent Film Festival 2011, Paris[6]

## Filmografie (Auswahl)
- 2004: Kindchen Schlaf (Dokumentarfilm)
- 2006: Nichts geht mehr (Kurzfilm)
- 2005: Friedrich Schiller – Die Ideale (Kurzfilm)
- 2006: Hör ich auf getreu zu sein (Dokumentarfilm)
- 2007: Preußisch Gangstar
- 2008: Must Love Death
- 2009: Unkraut im Paradies
- 2010: Magda (Kurzfilm)
- 2010: Nullpunkt (Kurzfilm)
- 2010: 39 Days – A Road Trip (Dokumentarfilm)
- 2012: Tim Sander goes to Hollywood
- 2013: Neubeginn auf Griechisch (Dokumentarfilm)
- 2014: Peter Nagel (Dokumentarfilm)
- 2015: Halbe Brüder
- 2016: Tschiller: Off Duty
- 2018: Steig. Nicht. Aus!
- 2018: Abgeschnitten
- 2018: Dogs of Berlin (Serie)
- 2019: Freies Land
- 2020: Sløborn Staffel 1 (Serie)
- 2021: Sløborn Staffel 2 (Serie)
- 2022: Ze Network (Serie)
- 2023: Oderbruch (Serie)
- 2023: Sløborn Staffel 3 (Serie)